# Stücht

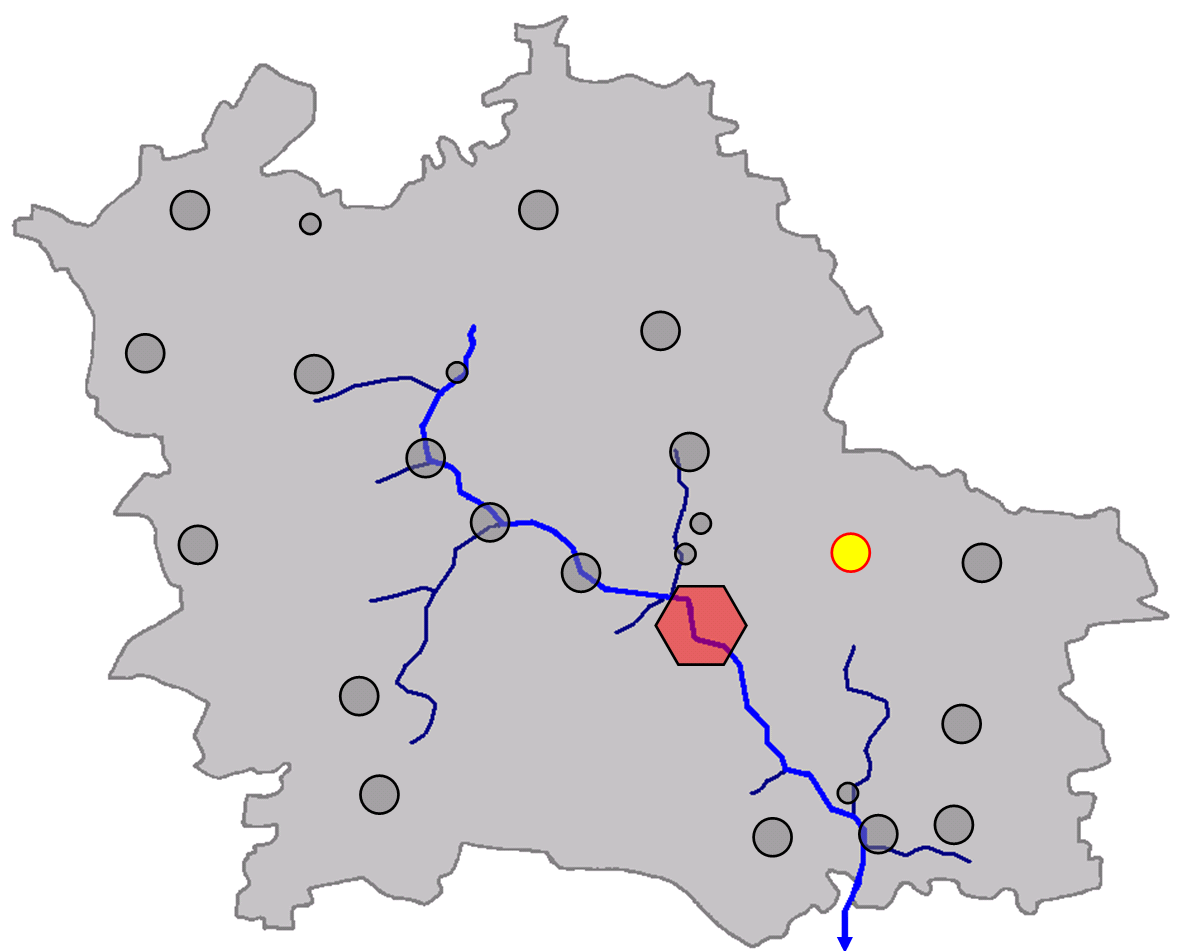
Lage von Stücht im Markt Heiligenstadt in Oberfranken

Stücht ist ein Gemeindeteil des Marktes Heiligenstadt i.OFr. im oberfränkischen Landkreis Bamberg in Bayern mit 80 Einwohnern.

## Lage
Das Dorf liegt in der Fränkischen Schweiz auf einer Höhe von 466 m ü. NHN.

## Geschichte

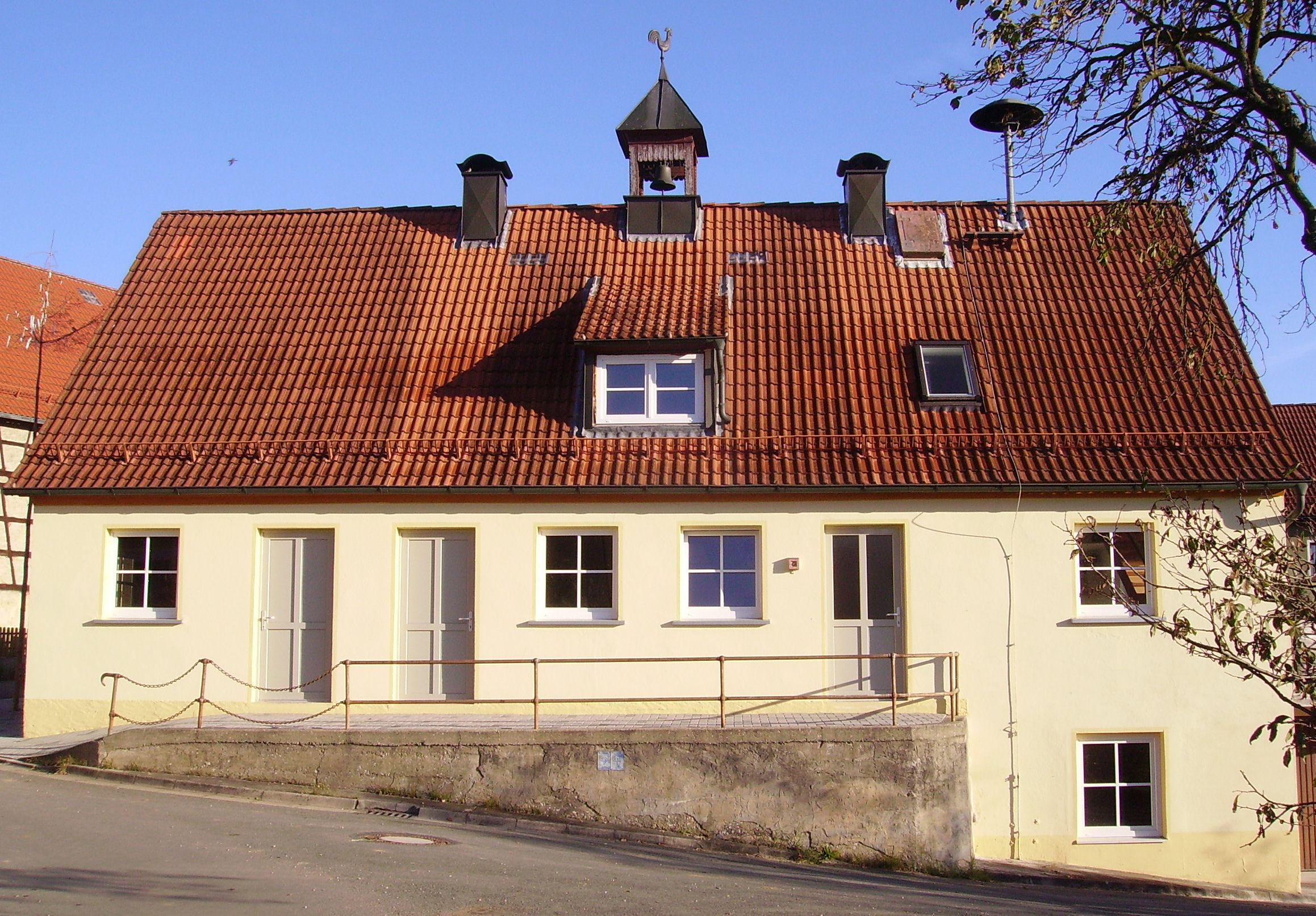
„Haus der Bäuerin“ am Dorfplatz

Das Stüchter Hunnengrab ist nicht, wie eine Sage erzählte, die Ruhestätte von Hunnenkönig Attila, sondern das Grab eines Reiteroffiziers des Schwedenkönigs Gustav Adolf.
Stücht gehörte früher den Herren von Stauffenberg auf Schloss Greifenstein.
Am 1. Januar 1971 wurde Stücht mit seinen Gemeindeteilen Greifenstein, Neumühle und Reckendorf in den Markt Heiligenstadt in Oberfranken eingegliedert.

### Topographische Beschreibung von 1752
In Biedermanns Topographischer Beschreibung aus dem Jahr 1752 wird Stücht folgendermaßen geschildert:
„Sticht, ein kleines Dorf mit einer Schäferei, Ziegelhütten und 14 anderen Haushaltungen auf der Höhe, gehört gänzlich dem Herrn Baron v Stauffenberg zum Schloß Greifenstein und Ritterort Gebürg. Dieser Cavalier ist daselbsten Dorfs- und Gemein-, dann Vogtei- und zum Teil auch Jagd und Zehendherr.“
„Das Amt Ebermannstadt exerciert die hohe Jurisdiction, wie wohl auch die Herrn Baron von und zu Aufseß einen District davon praetendiren. Der übrige Zehend wird von den beiden Pfarreien zu Heiligenstadt und Aufseß und von einem Bauern aus dasiger Gemeine erhoben.“
„Die hohe und niedere Jagd besuchen auf hiesigen Fluren nebst dem Herrn Baron v. Stauffenberg auch die Herrn von und zu Aufseß im unteren Schloß, und zwar jeder Teil in seinem abgemarkten Grenzen. Sonsten gehörte dieses Dorf denen Herrn v. Streitberg. Die Einwohner sind zur evangelischen Kirche nach Heiligenstadt gepfarrt.“